# Camignolo
Camignolo é uma comuna da Suíça, no Cantão Tessino, com cerca de 603 habitantes. Estende-se por uma área de 4,5 km², de densidade populacional de 134 hab/km². Confina com as seguintes comunas: Bironico, Capriasca, Lugaggia, Medeglia, Mezzovico-Vira, Rivera.
A língua oficial nesta comuna é o Italiano.